# Esra Küçük

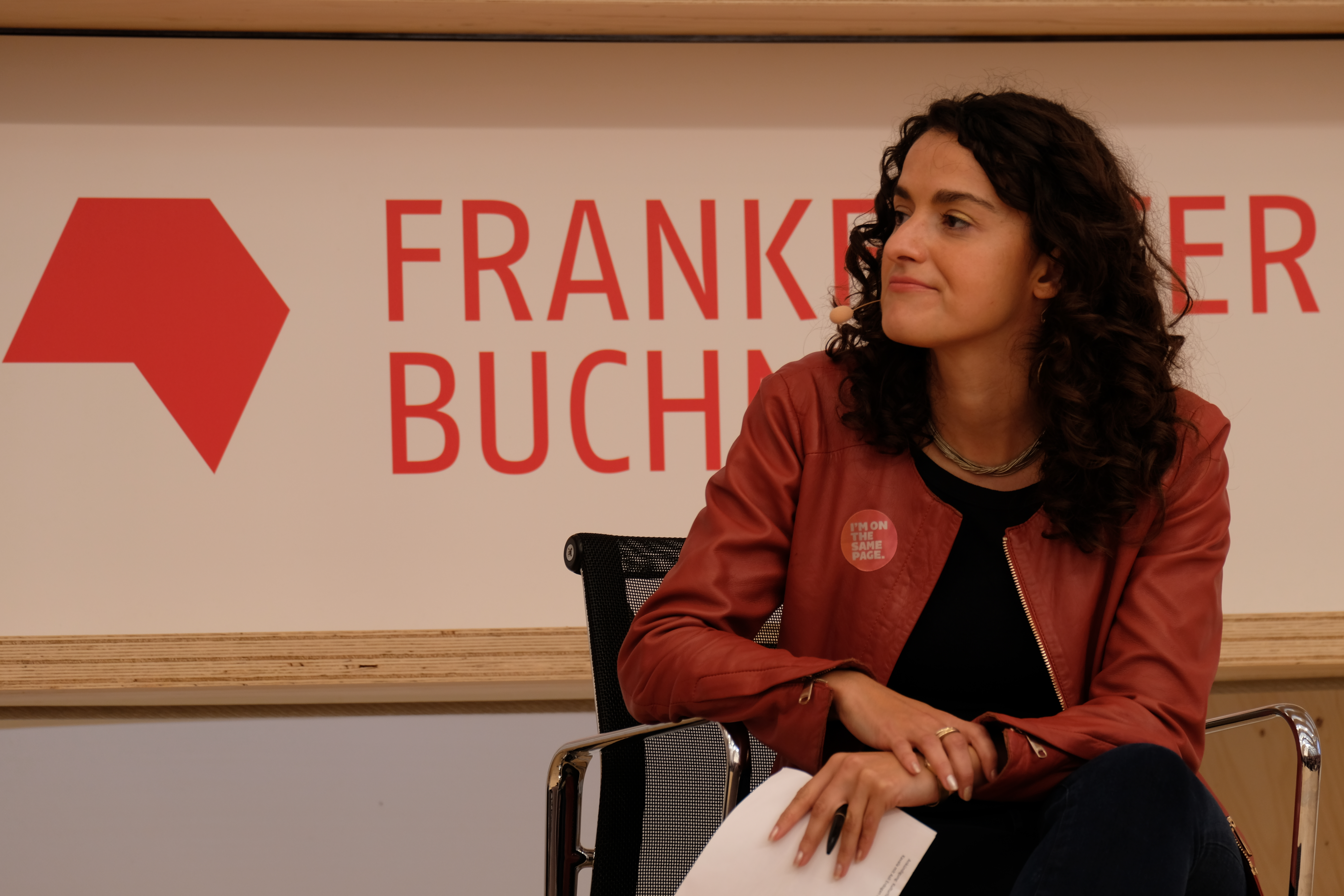
Esra Küçük 2018

Esra Küçük (* 1983 in Hamburg) ist eine deutsch-türkische Sozialwissenschaftlerin. Sie war ab 2018 Geschäftsführerin der Allianz Kulturstiftung, 2022 übernahm sie bis zu ihrer Kündigung im Jahr 2024 die Führung der mit der Allianz Umweltstiftung zusammengelegten Allianz Foundation. 

## Werdegang
Esra Küçük wurde 1983 als Tochter einer mazedonischen Mutter und eines türkischen Vaters geboren, die im Rahmen der Arbeitsmigration bzw. schon als deren zweite Generation nach Deutschland gekommen waren, und wuchs in Hamburg-Fischbek auf. Nach dem Abitur studierte sie in Münster und am Institut d'Études Politiques in Lille sowie an der Universität Stanford Politikwissenschaften. Ihren Masterabschluss in European Studies erwarb sie an der Universität Twente in den Niederlanden.
Nach dem Studium war sie bei der Deutschen Gesellschaft für Auswärtige Politik tätig und absolvierte bei der Mercator-Stiftung in Essen ein zweijähriges Management-Traineeprogramm. 2012 war sie persönliche Referentin der Geschäftsführung beim Sachverständigenrat deutscher Stiftungen für Integration und Migration. Außerdem war sie wissenschaftliche Mitarbeiterin am Institut für Sozialwissenschaften der Berliner Humboldt-Universität.
2010/2011 initiierte Küçük die Gründung des bundesweiten Dialogforums Junge Islam Konferenz, womit sie auf das Buch Deutschland schafft sich ab von Thilo Sarrazin reagierte. In Ergänzung zu einer Mehrheitsgesellschaft, die verstärkt über Menschen muslimischen Glaubens spricht, wollte sie religiösen und nicht-religiösen Jugendlichen mit und ohne Migrationshintergrund eine Austauschmöglichkeit und eine Stimme zum Thema Identität, Islam oder Rassismus geben.
Seit 2016 war sie Mitglied im Direktorium des Berliner Maxim-Gorki-Theaters, wo sie das Gorki-Forum als „Ort öffentlicher Debatten zwischen Kultur, Wissenschaft und Politik“ aufbaute und leitete. Für die Leipziger Buchmesse kuratierte sie 2017 das Debattenformat „Europa 21“.
Seit 2020 ist sie Mitglied des Stiftungsrates von Pro Helvetia.
2018 begann Küçük die Allianz Kulturstiftung als Geschäftsführendes Mitglied des Stiftungsrates zu leiten; im Juni 2020 übernahm sie – kommissarisch – zusätzlich die operative Verantwortung im Vorstand der Allianz Umweltstiftung.  Nach der von ihr mitangetriebenen Fusion der Allianz Kultur- mit der Umweltstiftung zur Allianz Foundation wurde sie deren Geschäftsführerin. Am 22. Oktober 2024 beschloss das Kuratorium die fristlose Entlassung Küçüks.
Das Wirtschaftsmagazin Capital kürte Küçük 2016 zur „Jungen Elite 2016“ in der jährlichen Auswahl „TOP 40 unter 40“ im Bereich Regierung, Wissenschaft und Zivilgesellschaft in Deutschland.

„Ich möchte einen Raum schaffen, in dem Gesprächspartner aufeinander eingehen und sozusagen live denken, anstatt nur Positionen auszutauschen.“

## Publikationen (Auswahl)
- Vom Paradigmenwechsel – Ein langes Ringen um einen unvermeidlichen Wandel. Oder, warum wir uns so schwer tun gesellschaftliche Veränderungen zu akzeptieren? In: Micha Brumlik, Marina Chernivsky, Max Czollek, Hannah Peaceman, Anna Schapiro, Lea Wohl von Haselberg (Hrsg.): Desintegration (= Jalta. Positionen zur jüdischen Gegenwart. Nr. 02). Neofelis, Berlin 2017, S. 52–60.
- Warum die vermeintlich Fremden uns selbst herausfordern. In: Alexander Carius, Harald Welzer, Andre Wilkens (Hrsg.): Die offene Gesellschaft und ihre Freunde. Fischer, Frankfurt am Main 2017, ISBN 978-3-596-29771-9.
- Migrantinnen in der ethnischen Ökonomie: Die Verortung affektiver und reproduktiver Arbeit. In: IFADE (Hrsg.): Insider – Outsider : Bilder, ethnisierte Räume und Partizipation im Migrationsprozess. transcript Verlag, Bielefeld 2005, ISBN 978-3-89942-382-2.